# Larmställ

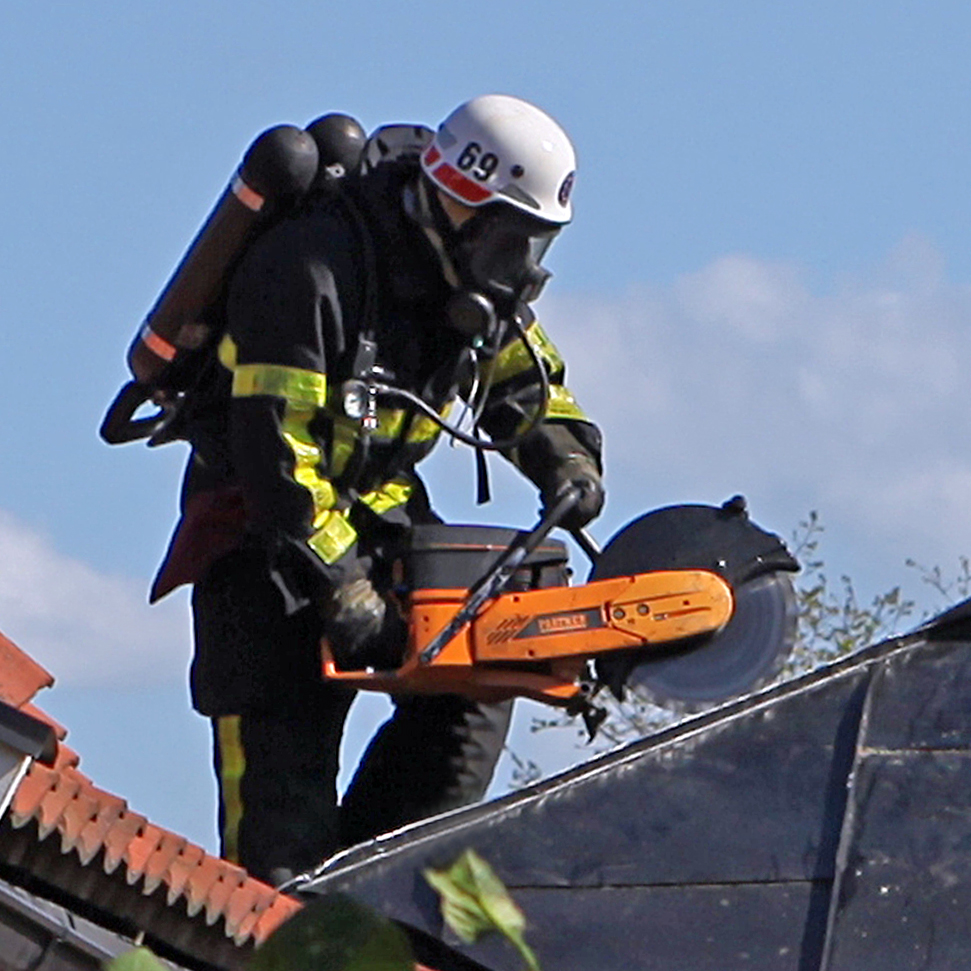
Brandman med larmställ, hjälm och andningsskydd.

Larmställ är de ytterkläder räddningstjänsten använder vid akuta insatser. Larmställen består vanligen av hängselbyxor kombinerat med en jacka. Materialet ger värmeskydd och ska vara vatten och vindtäta. I Sverige är det vanligt med ställ i färgerna svart eller beige. För att synas i mörker har stället reflexer i gult och vitt. Befäl har en jacka i en avvikande färg t.ex. röd, gul eller orange. Vid arbete på väg ska en reflexväst i signalfärg med texten "Räddning" användas utanpå larmstället för att öka synligheten. Vid vissa typer av insatser används andra kläder än larmställ, t.ex. torrdräkt vid drunkningslarm, kemskyddsdräkt vid kemolyckor, vinterfodrad flytoverall vid insatser med snöskoter på isar, arbetsoverall vid skogsbränder.